# كردلر ترانتشة (ورغاهان)
کردلر ترانتشة (بالفارسية: کردلر ترانچه) هي منطقة سكنية تقع في إيران في قسم ورغاهان الریفي. يقدر عدد سكانها بـ 137 نسمة .